# Дрягин, Михаил Николаевич
Михаил Николаевич Дрягин (1 ноября 1852 — ?) — русский военный и государственный деятель, генерал-лейтенант (1911), батумский губернатор (1903—1905).

## Биография
Родился в 1852 году. Окончил Бакинскую реальную гимназию (в 1874 году была преобразована в реальное училище), а затем, в 1872—1874 годах обучался в Михайловском артиллерийском училище, откуда был выпущен прапорщиком в 21-ю полевую артиллерийскую бригаду. В чине поручика (с 1876) принимал участие в Русско-турецкой войне 1877—1878 годов и за отличие был произведён в штабс-капитаны (1878).
В дальнейшем продолжал служить на офицерских должностях, пока в 1887 году в чине подполковника не был назначен начальником одного из округов Карсской области. В 1887—1898 годах последовательно возглавлял сперва Ольтинский (до 1894), а затем Кагызманский округ. С 1892 года — полковник.
С 1900 по 1903 год служил помощником кутаисского военного губернатора, с 1902 года — генерал-майор.
В конце мая 1903 года генерал-майор Дрягин был назначен военным губернатором Батумской области. Почти ровно два года спустя, в мае 1905 года был снят с этой должности. После этого числился по армии, но никакой должности не занимал. В 1911 году был уволен в отставку с производством в генерал-лейтенанты.
В 1914 году, с началом Первой мировой войны, определён в службу тем же чином с назначением в резерв чинов при штабе Кавказского военного округа (14.11.1914-12.02.1917). Исправляющий должность генерала для поручений при военном генерал-губернаторе областей Турции, занятых по праву войны (12.02.1917-07.04.1917). Помощник военного генерал-губернатора областей Турции, занятых по праву войны (07.04.1917-14.07.1917). Назначен в резерв чинов при штабе Кавказского военного округа (ПАФ 14.07.1917).
Судьба генерал-лейтенанта Дрягина после 1917 года неизвестна.